# 酸化ホウ素
酸化ホウ素（さんかホウそ、Boron trioxide）は化学式がB2O3と表されるホウ素の酸化物である。白色のガラス質の固体である。不定形のガラス体として見つかることが多い。結晶化する際には、広範囲に焼きなましをする必要があり、結晶化が最も難しい物質の1つである。
ガラス質の酸化ホウ素(α-B2O3)は、交互にホウ素原子と酸素原子が結合した六員環からなると考えられている。大部分はリボンやシート状に重合する。結晶構造はBO3を単位分子として構成され、水晶の3分の1ほどの硬さである。

## 用途
- ガラスの融剤
- 他のホウ素化合物製造の材料
- ガラス繊維で使われる添加物（光ファイバーなど）
- ホウケイ酸ガラスの生産